# Slåttestjärnen (Sorsele socken, Lappland)
Slåttestjärnen är en sjö i Sorsele kommun i Lappland och ingår i Umeälvens huvudavrinningsområde.